# Words on Bathroom Walls
Words on Bathroom Walls (bra: Palavras nas Paredes do Banheiro) é um filme estadunidense de 2020, do gênero drama, dirigido por Thor Freudenthal, com roteiro de Nick Naveda baseado no romance homônimo de Julia Walton publicado em 2017. Em 11 de maio de 2018 começaram as filmagens em Wilmington, Carolina do Norte.

## Enredo
O estudante do último ano do ensino médio, Adam Petrazelli, tem um surto psicótico na escola e acidentalmente queima o braço de alguém. Diagnosticado com esquizofrenia, ele inicialmente se autotrata focando intensamente em cozinhar, o que o acalma. Seus sintomas - principalmente alucinações com três pessoas e uma voz profunda e 'escura' - pioram até que ele é incluído em um teste de medicamento.
Seus três 'visitantes' regulares frequentemente aparecem em momentos de estresse: Rebecca (hippie da nova era), Joaquin (o melhor amigo atrevido) e "Os Guarda-Costas" (superprotetores e frequentemente violentos), bem como a voz profunda e 'escura', que representa os medos de Adam quanto ao desconhecido.
Adam é expulso e transferido para a escola católica St. Agatha. Lá ele conhece Maya, uma garota inteligente e destemida, que faz trabalhos escolares para outros alunos em troca de dinheiro, supostamente para ajudá-los. Adam consegue que Maya o ajude em aulas particulares e descobre que ela o faz se sentir melhor, então ele toma seu novo medicamento regularmente. Isso reduz suas visões com o único efeito colateral menor de espasmos musculares. Ele convida Maya para comer algo, mas evita contar sobre sua condição, temendo que ela o evite.
Maya é pega pela escola falsificando trabalhos, mas não é expulsa porque é a oradora da turma. Quando ela não aparece para a aula particular, Adam visita a casa de Maya. Ele descobre que a família dela enfrenta problemas financeiros, e ela fica envergonhada e irritada com sua visita sem aviso. Uma vez que Maya percebe que ele não se importa, ela continua ajudando-o nas aulas. Ele vai ao trabalho dela para corrigir sua lição de casa e ela o convida para cozinhar algo lá como recompensa. Mas, quando Maya experimenta o que ele fez, está muito apimentado, o que mostra que o medicamento está afetando negativamente suas papilas gustativas.
Após experimentar sérios efeitos visuais colaterais do medicamento durante o jantar com sua mãe, Adam para de tomar as novas pílulas. Em uma exibição ao ar livre do filme favorito de Maya, Never Been Kissed, onde Rebecca e Joaquin o encorajam a expressar seus sentimentos por Maya, a voz profunda começa a atacar sua insegurança. Adam admite ter insegurança sobre sua mãe ter outro filho com Paul. Então ele convida Maya para o baile, embora ela seja contra. Ela aceita, e eles têm seu primeiro beijo. Seu desempenho melhora tanto que seu ensaio é selecionado para ser lido na formatura.
Quando sua mãe descobre que Adam parou o medicamento, ela o repreende. A irmã Catherine é informada por sua mãe e padrasto sobre isso e sobre o incidente em sua última escola. Ele é suspenso temporariamente em vez de expulso, para a segurança dos alunos. Adam se irrita com Paul, acreditando que um e-mail que Paul escreveu para a irmã Catherine na noite anterior é a causa da suspensão.
A suspensão também significa que Adam não pode ir ao baile, mas ele vai mesmo assim. Ele encontra Maya lá, mas enquanto eles dançam, a voz profunda o atormenta enquanto a irmã Catherine tenta expulsá-lo. Com a visão ficando errática, Adam empurra a freira no chão, corre para a passarela e cai.
Adam acorda no hospital para ver Beth e Paul. Maya logo aparece, mas ele se descontrola quando as visões o dominam. Ele grita com ela e diz para ela ir embora. Ele é expulso de St. Agatha e internado em um hospital psiquiátrico. O padre Patrick visita, apesar de seu encontro anterior em que Adam foi rude. Ele não estava ciente das lutas de Adam, Adam se desculpa e se junta ao padre Patrick em oração.
Beth traz a Adam uma cópia impressa do e-mail que Paul enviou a St. Agatha. Contrariamente ao que Adam pensava, Paul apoiou seu enteado. Paul escreveu que suspendê-lo foi cruel, e que eles devem ter mais cuidado com a condição de Adam. Percebendo o quanto ele se importa, Adam corre para alcançá-lo e Beth, abraçando Paul pela primeira vez, mostrando que o aceita como uma figura paterna.
Beth e Paul levam Adam à formatura, onde, apesar da tentativa da irmã Catherine de impedi-lo, o padre Patrick o apoia. A nuvem negra de voz profunda tenta pegar Adam, mas ele reúne coragem para falar calmamente para os alunos. Ele cita seu ensaio no qual discute sua condição e batalha com a esquizofrenia, declarando que agora sabe que sua vida não será definida por sua doença. Depois que ele sai do auditório, Maya corre atrás dele. Adam se desculpa por não contar a ela sobre sua doença, momento em que eles expressam seu amor mútuo. Joaquin então incentiva Adam a beijar Maya, o que ele faz.
Com as vozes ainda o perturbando, Adam se torna um bom irmão mais velho para sua meia-irmã e é aceito na escola de culinária.

## Elenco
- AnnaSophia Robb ... Rebecca
- Charlie Plummer ... Adam
- Taylor Russell
- Walton Goggins
- Andy Garcia
- Molly Parker
- Devon Bostick .... Joaquin
- Beth Grant
- Drew Scheid .... Ted
- Phil Blevins .... Paciente
- Aaron Dominguez .... Todd
- Evan Whitten .... Ricky
- Ellie Dusek
- Reinaldo Faberlle .... Manuel
- Anthony J. Police .... Guarda

## Recepção

### Bilheteria e público
Abrindo como um dos primeiros novos filmes em grande lançamento durante a pandemia de COVID-19, em 21 de agosto de 2020, o filme arrecadou US$ 462.050 em 925 cinemas em seu primeiro fim de semana (uma média de US$ 499 por local), terminando em terceiro nas bilheterias . 54% do público era do sexo feminino, com 62% entre 18 e 34 anos. O filme se expandiu para 1.395 cinemas em seu segundo fim de semana e arrecadou US$ 453.000, em seguida, faturou US$ 282.000 em 1.168 cinemas em seu terceiro.
O público entrevistado pela CinemaScore deu ao filme uma nota média de "A" em uma escala de A + a F, enquanto o PostTrak relatou que 81% dos cinéfilos deram uma pontuação positiva.

### Crítica
No site agregador de críticas Rotten Tomatoes, 89% das 93 resenhas dos críticos são positivas, com uma classificação média de 6,8/10. O consenso do site diz: "Sensível, bem atuado e solidamente dirigido (...) é uma adição admirável a um gênero que raramente faz justiça a seus temas dignos."
O Metacritic, que usa uma média ponderada, atribuiu ao filme uma pontuação de 61 em 100, baseado em 12 críticos, indicando críticas "geralmente favoráveis".